# Brento
Nella mitologia greca,  Brento  era il nome di uno dei figli di Eracle e di Balezia

## Il mito
Eracle, l'eroe che compì le dodici fatiche, ebbe nella sua vita molte compagne e con loro ebbe molti figli, chiamati eraclidi. Fra essi vi fu Brento.
Brento, come altri figli dell'eroe, decise di viaggiare alla volta dell'Italia diventando l'eroe e il fondatore di Brindisi.

### Pareri secondari
Brento a volte viene confuso con Bretto, eroe dei Bretti.